# Desmethus setifer
Desmethus setifer är en mångfotingart som beskrevs av Chamberlin 1922. Desmethus setifer ingår i släktet Desmethus och familjen Platydesmidae. Inga underarter finns listade i Catalogue of Life.